# 辛比刺鰍
辛比刺鰍為輻鰭魚綱合鰓目刺鰍亞目刺鰍科的其中一種，分布於非洲剛果河下游流域，體長可達7.8公分，棲息在水淺的岩石急流區水域，屬肉食性，繁殖期在7月。